# Taíde (Portugal)
Taíde es una freguesia portuguesa del concelho de Póvoa de Lanhoso, con 7,34 km² de superficie y 1.569 habitantes (2001). Su densidad de población es de 213,8 hab/km².

## Galería

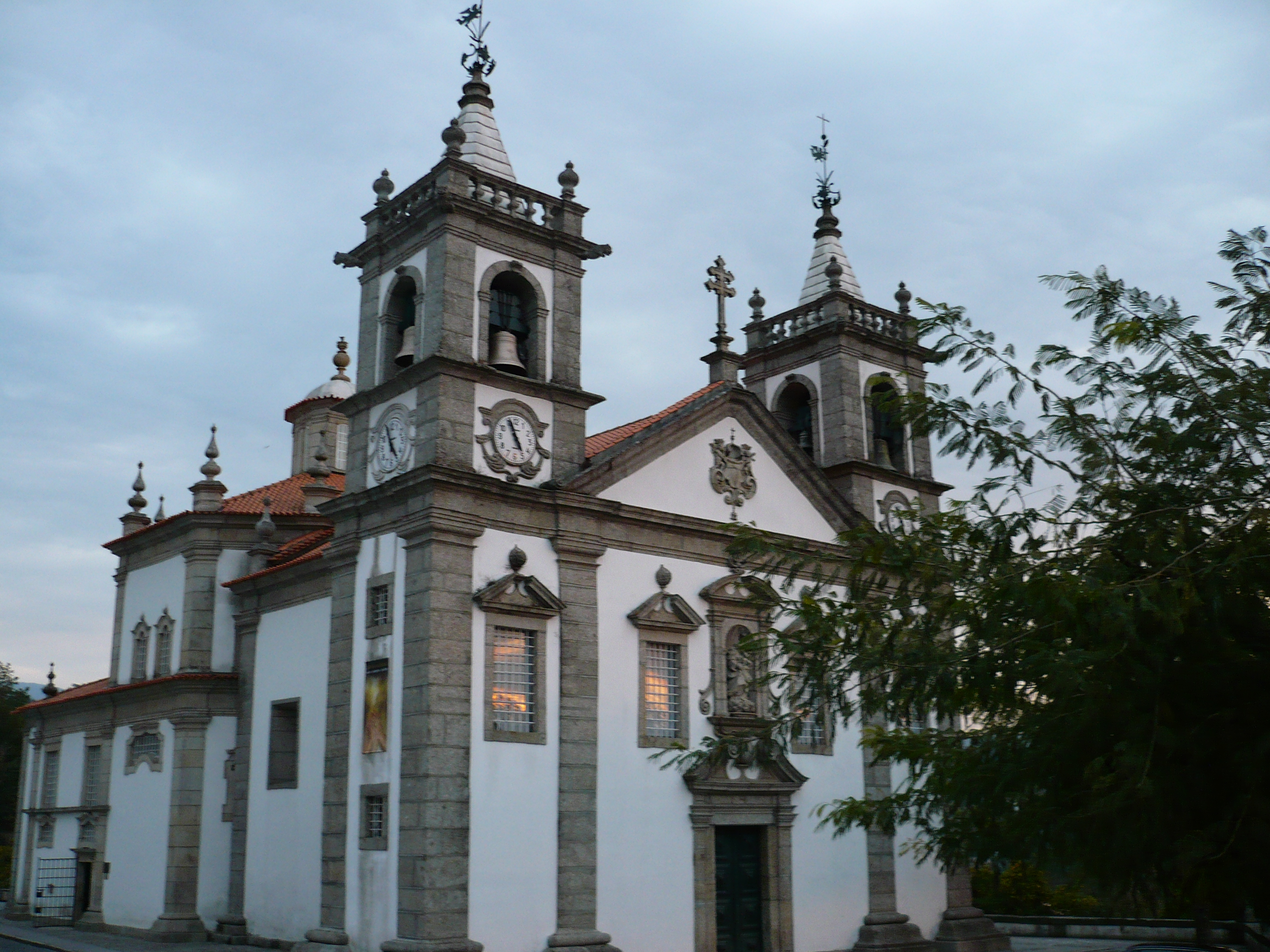
Santuario de Nossa Senhora do Porto de Ave.